# Twello vasútállomás
Twello vasútállomás vasútállomás Hollandiában, Voorst városában.

## Vasútvonalak
Az állomást az alábbi vasútvonalak érintik:
- Apeldoorn–Deventer-vasútvonal

## Kapcsolódó állomások
A vasútállomáshoz az alábbi állomások vannak a legközelebb:
- Apeldoorn Osseveld vasútállomás
- Deventer vasútállomás